# Dioscorea conzattii
Dioscorea conzattii är en enhjärtbladig växtart som beskrevs av Reinhard Gustav Paul Knuth. Dioscorea conzattii ingår i släktet Dioscorea och familjen Dioscoreaceae. Inga underarter finns listade i Catalogue of Life.